# Wolność gospodarcza
Wolność gospodarcza – swoboda podejmowania działalności gospodarczej, wolna od ingerencji państwa. Jest pochodną wolności człowieka i prowadzi do powstrzymania się państwa od ingerowania w tę autonomię w sposób, który zaprzeczałby istnieniu praw i wolności obywateli w gospodarce. Tym samym, wolność gospodarcza jest dla gospodarującego obywatela gwarancją autonomii jego woli, stosunków konkurencji i porządku gospodarczego.

## Zakres wolności gospodarczej
Pojęcie „wolności gospodarczej” jest rozumiane bardzo różnie, zaś zakres tej wolności wyznaczany w bardzo szerokim kontinuum – od całkowitego leseferyzmu, przez libertarianizm, liberalizm, umiarkowany ordoliberalizm aż do gospodarki planowej, w której nie ma żadnej wolności gospodarczej. Za częściowym ograniczaniem całkowitej wolności gospodarczej przemawiają następujące argumenty:
- istnienie dóbr publicznych[1]. Ich cechą charakterystyczną jest to, że są zdolne do zaspokajania potrzeb wielu ludzi naraz, lecz koszt ich wytworzenia przewyższa indywidualne korzyści, jakie może odnieść poszczególna jednostka. Tym samym wolny rynek nie doprowadzi do powstania takiego dobra, pomimo tego, że jego istnienie jest korzystne w skali całego społeczeństwa. Jego dostarczenie będzie więc wymagało działania instytucji publicznej. Przykładem takiego dobra jest obrona narodowa, sprawny system sądowniczy lub niektóre rodzaje badań naukowych.
- istnienie efektów zewnętrznych lub asymetrii informacji na rynku[1]. Jako przykład często podaje się przemysł tytoniowy, który choć wytwarza dobra pożądane przez część społeczeństwa, to jednak rzeczywiste efekty społeczne jego funkcjonowania są bardzo niekorzystne. W tym przypadku wolny rynek doprowadza do sytuacji w której powstaje nadprodukcja określonych dóbr ponad poziom, który byłby społecznie pożądany.
- niedoskonała konkurencja w gospodarce, a zwłaszcza istnienie monopoli. Rynek zapewnia społecznie pożądany poziom produkcji określonego dobra wyłącznie przy założeniu doskonałej konkurencji, której utrzymanie wymaga właśnie interwencji państwa.

Na przykład Friedrich August von Hayek postulował by państwo pełniło rolę gwaranta prawa (włącznie z możliwością stosowania przymusu w ramach tego prawa), regulowało koszty zewnętrzne i zarządzało dobrami publicznymi. Wśród zadań państwa Hayek wymieniał zarządzanie systemem miar i wag, ewidencję gruntów, szkolnictwo, naukę, infrastrukturę transportową, usługi sanitarne i zdrowie oraz roboty publiczne. Według niego państwo może być aktywnym podmiotem gospodarczym na wolnym rynku, ale nie powinno wykorzystywać swojej pozycji do jego dominacji – na przykład przez ustanawianie państwowych monopoli.
Milton Friedman uznawał z kolei, że państwo powinno zajmować się bezpieczeństwem zewnętrznym i wewnętrznym, kontrolowaniem cen monopolistycznych i przestrzeganiem praw antymonopolowych, ochroną wolnego handlu (minimalizacja ceł, ograniczanie monopoli technicznych), wsparciem prywatnej dobroczynności, ochroną wolnego rynku i konkurencji oraz ochroną własności prywatnej.
Dla odmiany Murray Rothbard uważał, że wszystkie usługi publiczne mogą być o wiele efektywniej dostarczane przez sektor prywatny, krytykował prawo państwa do stosowania siły, państwowym monopolom, bankowości centralnej a samo państwo określał mianem „bandyckiego gangu”.

## Zasada wolności gospodarczej w Polsce
Zasada wolności gospodarczej została wyrażona w Konstytucji RP jako jeden z elementów społecznej gospodarki rynkowej. Wolność gospodarcza przysługuje każdemu na równych prawach, co oznacza, że każdy ma prawo podjąć działalność gospodarczą, jeśli tylko posiada ku temu odpowiednie środki finansowe i jest gotów ponieść ryzyko.
Ograniczenie wolności działalności gospodarczej jest dopuszczalne tylko w drodze ustawy i tylko ze względu na ważny interes publiczny. Ograniczenie takie dotyczy na przykład posłów i senatorów, którzy nie mogą prowadzić działalności gospodarczej z osiąganiem korzyści z majątku Skarbu Państwa lub samorządu terytorialnego, ani nabywać tego majątku (art. 107 Konstytucji RP).